# NGC 6553
NGC 6553 ist ein Kugelsternhaufen im Sternbild Schütze. NGC 6553 hat eine scheinbare Helligkeit von 8,3 mag und einen Winkeldurchmesser von 9,2'. Das Objekt wurde am 22. Mai 1784 von Wilhelm Herschel entdeckt.